# پاو
پاو (به ایتالیایی: Pau) یک کومونه در ایتالیا است که در استان اریستانو واقع شده‌است. پاو ۱۴٫۱ کیلومتر مربع مساحت و ۳۳۰ نفر جمعیت دارد و ۳۱۵ متر بالاتر از سطح دریا واقع شده‌است.